# SuperLiga nordamericana
La SuperLiga è stata una competizione internazionale di calcio per club, attiva per quattro edizioni dal 2007 al 2010. Era una competizione subregionale della CONCACAF, come la Copa Interclubes UNCAF o il Campionato per club CFU, e veniva disputata da quattro club della Major League Soccer e quattro della Primera División messicana.

## Storia
Il torneo venne ideato nel 2007 per consentire alle squadre messicane e statunitensi di giocare più impegni di livello internazionale, nonché per convincere la CONCACAF a cambiare il format della sua Champions' Cup. La prima edizione prese il via il 24 luglio 2007, e le otto squadre erano state scelte ad invito. In finale si imposero i messicani del Pachuca sugli statunitensi dei Los Angeles Galaxy: l'incontro, terminato 1-1 dopo i tempi regolamentari, fu deciso ai calci di rigore da un errore di Abel Xavier.
Per l'edizione 2008 si scelse di qualificare al torneo le prime quattro squadre di MLS e Primera División messicana. In questa edizione si verificò l'unico caso di finale venne disputata da due squadre della stessa nazione, i New England Revolution contro gli Houston Dynamo. Come l'anno precedente la finale venne decisa ai calci di rigore: servirono ben 8 tiri dal dischetto per assegnare il titolo ai Revolution dopo il 2-2 dei tempi regolari.
Nel frattempo la CONCACAF aveva effettivamente riformato la massima competizione continentale, ribattezzandola CONCACAF Champions League e introducendo una prima fase a girone. Ciò aveva portato a un certo intasamento del calendario nella stagione 2008-2009, così a partire dal 2009 le due leghe organizzatrici della SuperLiga optarono per far disputare il torneo alle migliori quattro squadre che non si fossero già qualificate per la Champions. La finale del 2009 vide i Chicago Fire affrontare nello stadio di casa, il Toyota Park, la formazione messicana dei Tigres de la U.A.N.L.. Per il terzo anno di fila furono necessari i rigori per decretare la squadra campione: dopo i tempi regolamentari conclusi sul punteggio di 1-1, i messicani si imposero per 4-3 dal dischetto.
L'edizione 2010 fu vinta dai messicani del Morelia, battendo in finale per 2-1 i New England Revolution. Decisiva una doppietta di Miguel Sabah.
Al termine dell'edizione 2010, visto il crescente interesse per la CONCACAF Champions League, la MLS decise di porre fine alla manifestazione. Il direttore generale della lega Don Garber, comunque, riconobbe che nei suoi quattro anni di vita la SuperLiga aveva adempiuto al compito per il quale era stata creata.

## Formato
Il formato della SuperLiga è rimasto lo stesso in tutte le sue quattro edizioni: una prima fase composta da due gironi da quattro squadre ciascuno, con partite di sola andata. Le prime due di ogni girone si sfidavano in un tabellone a eliminazione diretta, composto da semifinali e finali in partita unica. Tutti gli incontri venivano disputati negli stadi statunitensi.

## Albo d'oro
| Edizione      | Vincitore        |
| ------------- | ---------------- |
| 2007 Dettagli | Pachuca          |
| 2008 Dettagli | N.E. Revolution  |
| 2009 Dettagli | Tigres UANL      |
| 2010 Dettagli | Monarcas Morelia |

Vittorie per nazione
| Nazione     | Vittorie |
| ----------- | -------- |
| Messico     | 3        |
| Stati Uniti | 1        |

## Partecipazioni
| Squadra          | Partecipazioni | Edizioni         |
| ---------------- | -------------- | ---------------- |
| Houston Dynamo   | 3              | 2007, 2008, 2010 |
| Pachuca          | 3              | 2007, 2008, 2010 |
| Chivas USA       | 3              | 2008, 2009, 2010 |
| N.E. Revolution  | 3              | 2008, 2009, 2010 |
| D.C. United      | 2              | 2007, 2008       |
| Guadalajara      | 2              | 2007, 2008       |
| Santos Laguna    | 2              | 2008, 2009       |
| Monarcas Morelia | 2              | 2007, 2010       |
| Chicago Fire     | 2              | 2009, 2010       |
| América          | 1              | 2007             |
| FC Dallas        | 1              | 2007             |
| LA Galaxy        | 1              | 2007             |
| Atlante          | 1              | 2008             |
| Atlas            | 1              | 2009             |
| K.C. Wizards     | 1              | 2009             |
| San Luis         | 1              | 2009             |
| Tigres UANL      | 1              | 2009             |
| Puebla           | 1              | 2010             |
| Pumas UNAM       | 1              | 2010             |